# اوکسانا اسکوریک
اوکسانا اسکوریک (انگلیسی: Oksana Skorik؛ زادهٔ ۲۰ آوریل ۱۹۸۹) رقصنده باله اهل اوکراین است.